# Красинское сельское муниципальное образование
Красинское сельское муниципальное образование — сельское поселение в Лаганском районе Калмыкии.
Административный центр - село Красинское.

## География
Общая площадь в административных границах Красинского сельского муниципального образования на 01.10.2010 г составляет 28790 га, из них земли сельхозназначения — 26456 га, земли населенных пунктов — 161 га, земли промышленности, энергетики, транспорта — 48 га, особо охраняемые территории — 0 га, лесного фонда — 642 га, земли водного фонда — 76 га, земли запаса — 1407 га.
На севере и западе Красинское СМО граничит с Джалыковским СМО, на юге с Лаганским ГМО. На востоке территория СМО омывается Каспийским морем.

## Население
| 2002  | 2010  | 2011  | 2012  | 2013  | 2014  | 2015  |
| ----- | ----- | ----- | ----- | ----- | ----- | ----- |
| 1148  | ↘1112 | ↗1114 | ↘1095 | ↘1075 | ↘1065 | ↗1068 |
| 2016  | 2017  | 2018  | 2019  | 2020  | 2021  |       |
| ↘1057 | ↘1051 | ↗1060 | ↗1063 | ↘1014 | ↘933  |       |

### Национальный состав
По данным Всероссийской переписи населения 2010 года:
| Национальность | Численность (чел.) | Процентное соотношение |
| -------------- | ------------------ | ---------------------- |
| Калмыки        | 799                | 71,85%                 |
| Русские        | 266                | 23,92%                 |
| Другие         | 47                 | 4,23%                  |
| Всего          | 1 112              | 100,00%                |

## Состав сельского поселения
| № | Населённый пункт | Тип населённого пункта       | Население |
| - | ---------------- | ---------------------------- | --------- |
| 1 | Красинское       | село, административный центр | ↘933      |

## Инфраструктура
На 01.01.2011 на территории СМО действовали:
- ФАП;
- сельская библиотека;
- общеобразовательная школа, детсад;
- сельский дом культуры;
- СПК «Красинский-2»;
- предприятия торговли (3 индивидуальных предпринимателя).
- 11 крестьянско-фермерских хозяйств;